# Williams FW15C
La Williams FW15C fu la vettura con cui la Williams corse il Campionato del mondo di Formula 1 1993. I piloti erano Damon Hill (0) e Alain Prost (2). Il francese torna in Formula 1 dopo essersi preso un anno sabbatico.
Per tutte le soluzioni tecnologiche che annoverava (molte di esse abolite a partire dalla stagione successiva) è da considerarsi una delle vetture più avanzate che abbiano mai corso in Formula 1.

## Sviluppo

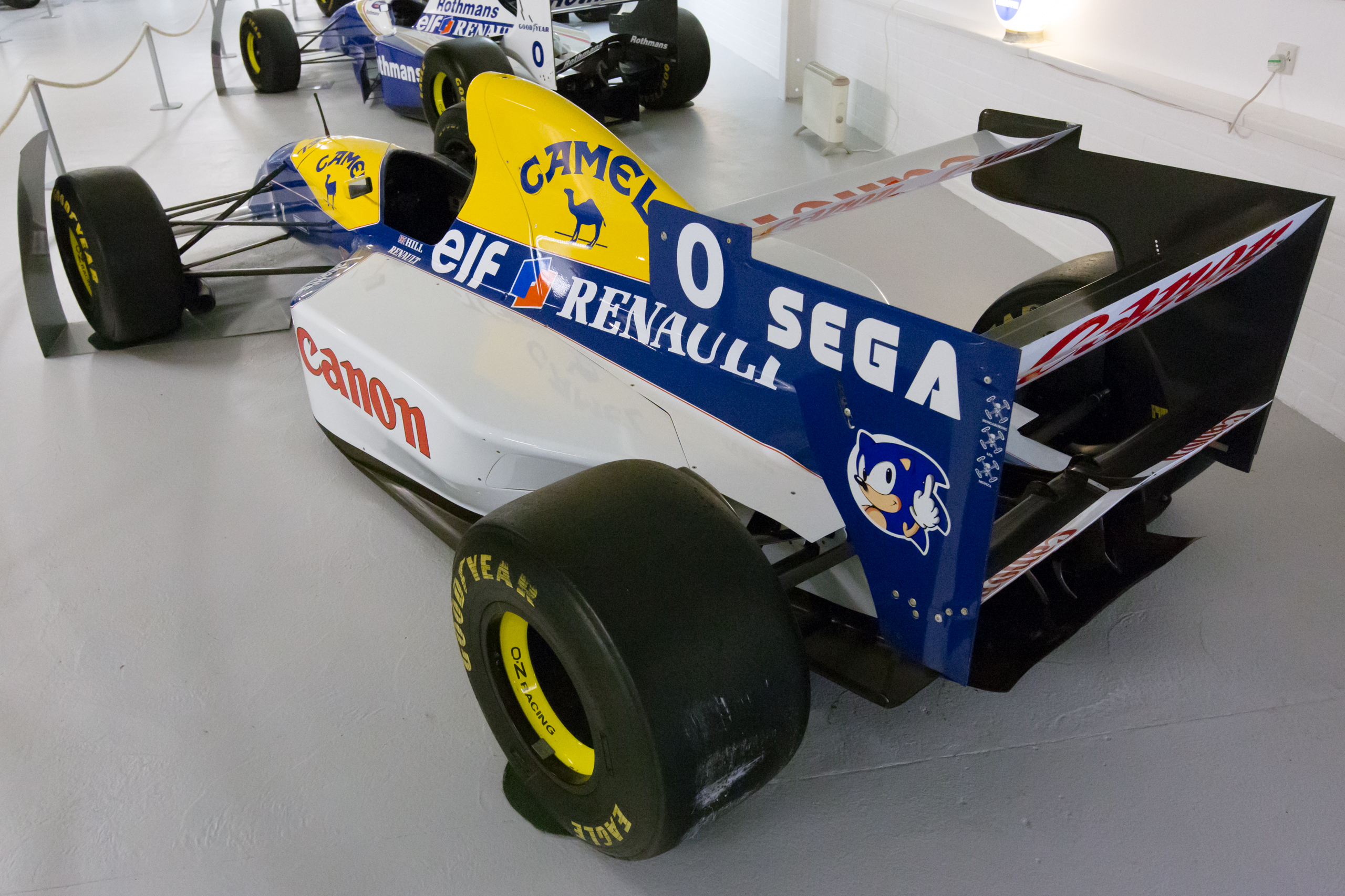
Vista posteriore della FW15C, con l'alettone posteriore configurato ad alto carico aerodinamico.

Rispetto alla precedente FW14B, le nuove vetture della stagione 1993 disponevano da regolamento di pneumatici posteriori più stretti di quelli dell'anno prima, adottando una misura (325 millimetri di larghezza) che è stata utilizzata fino al 2017. Verso metà stagione vennero introdotti sulla FW15C alcuni controlli elettronici come il sistema antipattinamento, il quale, dopo il suo ritorno nel 2001, verrà chiamato controllo della trazione, e il launch control in partenza.
Damon Hill si ritrovò ad utilizzare il numero 0 a causa del ritiro di Nigel Mansell che, dopo aver vinto il titolo nel 1992 lasciò la categoria (anche se non definitivamente, visto che tornerà a disputare alcune gare sempre in Williams nel 1994 e poi in McLaren nel 1995) andando a gareggiare in Nordamerica. Una circostanza che si ripeté l'anno dopo, dato che questa volta è Prost a ritirarsi dopo la vittoria iridata.

## Carriera agonistica

### Stagione
Il dominio già visto nel corso del 1992 si ripresentò in tutto e per tutto anche nel 1993 nonostante un inizio sofferto, per via di una McLaren competitiva abilmente guidata da un Ayrton Senna in stato di grazia. Prost vinse in Sudafrica, San Marino, Spagna, Canada, Francia, Gran Bretagna e Germania ed ottenne tre secondi posti nelle ultime tre gare, risultati ai quali si aggiungono le tre vittorie consecutive di Hill in Ungheria, Belgio e Italia. Al termine della stagione il francese conquistò il suo quarto titolo e si ritirò definitivamente dalla Formula 1. La squadra conquistò inoltre il secondo titolo costruttori di fila.

## Risultati completi
| Anno | Team     | Motore      | Gomme | Piloti |     |     |   |     |     |   |   |   |     |    |    |   |    |   |   |   | Punti | Pos. |
| ---- | -------- | ----------- | ----- | ------ | --- | --- | - | --- | --- | - | - | - | --- | -- | -- | - | -- | - | - | - | ----- | ---- |
| 1993 | Williams | Renault V10 | G     | Prost  | 1   | Rit | 3 | 1   | 1   | 4 | 1 | 1 | 1   | 1  | 12 | 3 | 12 | 2 | 2 | 2 | 168   | 1º   |
| 1993 | Williams | Renault V10 | G     | D.Hill | Rit | 2   | 2 | Rit | Rit | 2 | 3 | 2 | Rit | 15 | 1  | 1 | 1  | 3 | 4 | 3 | 168   | 1º   |

| Legenda | 1º posto     | 2º posto | 3º posto    | A punti         | Senza punti/Non class.  | Grassetto – Pole position Corsivo – Giro più veloce |
| Legenda | Squalificato | Ritirato | Non partito | Non qualificato | Solo prove/Terzo pilota | Grassetto – Pole position Corsivo – Giro più veloce |